# My Love Is Your Love (sencillo)
" My Love Is Your Love " es una canción de la cantante estadounidense Whitney Houston. Fue escrito y producido por Wyclef Jean y Jerry Duplessis para el cuarto álbum de estudio de Houston del mismo nombre, en 1998. Lanzado el 21 de junio de 1999, como cuarto sencillo del álbum, recibió críticas positivas y tuvo éxito en todo el mundo, alcanzando el top 10 en 23 mercados internacionales. La canción alcanzó el puesto número cuatro en el Billboard Hot 100, el número dos en el Reino Unido y número uno en Nueva Zelanda. Fue certificado platino por la Recording Industry Association of America.
Junto con la versión original con influencias del reggae de medio tiempo que fue producida por Wyclef Jean, también se lanzó una versión dance remezclada de Jonathan Peters . Se incluyó una versión en vivo en el lanzamiento en CD/DVD de 2014, Whitney Houston Live: Her Greatest Performances. 

## Recepción de la crítica
Daily Record escribió: "Un regreso fantástico a la forma y otro gran sencillo de su último álbum del mismo nombre. Esto una vez más utiliza un ritmo de hip-hop para capturar perfectamente la voz vertiginosa de Whitney".  También afirmaron que "esta es la mejor pista en años de la diva del soul".  El editor de Entertainment Weekly elogió la canción: "La magnífica canción principal con tintes de reggae de Wyclef Jean y tres cortes funky de Rodney Jerkins muestran a Whitney Houston, de 35 años, en toda su madurez creativa y conmovedora". Rolling Stone elogió la canción como una con algo de "jugo creativo"; "En la excelente canción principal, Wyclef le ofrece a Houston la copia más sexy de Bob Marley que jamás haya escrito".  

## Rendimiento
"'My Love Is Your Love' se convirtió en el cuarto sencillo del álbum homónimo de Whitney Houston, lanzado en 1998. Este sencillo logró un éxito mundial, consolidándose como otra de las canciones icónicas de Houston. Se lanzó primero en Europa a partir de junio de 1999, antes de su estreno en Estados Unidos. Tras su lanzamiento, se popularizó rápidamente en toda Europa, aumentando su éxito durante la gira europea del My Love Is Your Love World Tour. El 27 de junio de 1999, alcanzó su punto máximo, el número dos, en el Reino Unido, en la semana que terminó el 3 de julio de 1999. De acuerdo con The Official Charts Company, vendió 525.000 copias en el Reino Unido, convirtiéndose en el vigésimo segundo sencillo más vendido del país en 1999. En Alemania también alcanzó un gran éxito: ingresó en la lista Media Control Top 100 Singles en el puesto 39, en la semana del 14 de junio de 1999, y tres semanas después llegó a su punto máximo en el número dos, manteniéndose 15 semanas consecutivas en el top 10. Recibió la certificación de Platino por parte de la Bundesverband Musikindustrie (BVMI) por superar las 500.000 copias vendidas. Además, la canción alcanzó el número dos en otros países como Austria, Irlanda, Países Bajos, Suecia y Suiza." Llegó al top cinco en Bélgica (Flandes),  Dinamarca,  y Noruega,  y alcanzó el top 10 en las listas de sencillos en Bélgica,  Canadá,  y Francia.  Finalmente, el sencillo encabezó la lista europea Hot 100 Singles durante una semana, convirtiéndose en su cuarto sencillo número uno en la lista y se posicionó en el número seis en la lista Europa's Top Singles de 1999.   En Nueva Zelanda, alcanzó el puesto número uno durante una semana, convirtiéndose en el tercer sencillo número uno de Houston en el país después de "I Wanna Dance with Somebody (Who Loves Me)" de 1987 y "I Will Always Love You" de 1992. 
Igualmente, 'My Love Is Your Love' logró un gran éxito en Estados Unidos. La canción hizo su entrada en la lista Billboard Hot 100 en el puesto 81 el 4 de septiembre de 1999, antes de su lanzamiento comercial. Después de su lanzamiento oficial, la canción escaló rápidamente en las listas, llegando al top 10 en tan solo tres semanas, para el 9 de octubre de 1999, marcando así su vigésimo segundo éxito en el top 10 del Hot 100. El 1 de enero del 2000, el sencillo alcanzó la cuarta posición, convirtiendo a Whitney Houston en la primera artista con un top 10 en las décadas de 1980, 1990 y 2000, y permaneció entre los diez primeros de la lista por 17 semanas. También alcanzó la posición número dos en la lista Billboard Hot R&B/Hip-Hop Songs (anteriormente "Hot R&B Singles & Tracks"), la fecha de publicación del 25 de septiembre de 1999, pasó un total de 29 semanas en la lista y encabezó Billboard Hot Dance Music/Club Play, lo que la convierte en la octava canción número uno de la lista de Houston.   La canción también alcanzó el top 10 en Billboard Pop Songs,  convirtiéndose en su último sencillo en la lista. El sencillo fue certificado Platino por la Recording Industry Association of America por envíos de 1.000.000 de copias el 14 de diciembre de 1999.  Según Nielsen SoundScan, ha vendido 900.000 copias sólo en Estados Unidos. 